# Oceanides ventralis
Oceanides ventralis är en insektsart som beskrevs av Robert L. Usinger 1942. Oceanides ventralis ingår i släktet Oceanides och familjen fröskinnbaggar. Inga underarter finns listade i Catalogue of Life.